# Paul Mahlmann
Paul Mahlmann (* 10. Dezember 1892 in Gispersleben; † 19. März 1963 in München) war ein deutscher Offizier, Militärschriftsteller und Journalist.

## Leben

### Militärkarriere
Mahlmann war Sohn eines evangelischen Pfarrers und besuchte zunächst das Gymnasium in Erfurt, bevor er mit dem Eintritt in die Kadettenanstalten in Naumburg a. d. Saale und später in die Preußische Hauptkadettenanstalt Groß-Lichterfelde die Militärlaufbahn einschlug. Nach dem Abitur 1913 wurde er Anfang 1914 zum Leutnant ernannt. Am Ersten Weltkrieg nahm er sowohl an der West- wie an der Ostfront teil. Nach Kriegsende gehörte er zunächst dem Stab des Freikorps Georg Ludwig Rudolf Maerckers an, bevor er 1921 in die Reichswehr übernommen wurde. Zwischen den Weltkriegen verfasste er militärhistorische Schriften und Beiträge über für die Tages- und Fachpresse.
Am Beginn des Zweiten Weltkriegs war Mahlmann Regimentskommandeur im Westen. Ab 1941 war er u. a. Anfang 1942 kurzzeitig als Kommandeur der 137. Infanterie-Division, ab Ende 1942 bis August 1943 als Kommandeur der 147. Reserve-Division und von September 1943 an als Kommandeur der 39. Infanterie-Division an der Ostfront eingesetzt. Anschließend kommandierte er mit Unterbrechungen bis Februar 1945 als Generalleutnant die 353. Infanterie-Division an der Westfront.
1947 wurde er aus alliierter Kriegsgefangenschaft entlassen und überstand das Entnazifizierungsverfahren unter ausdrücklicher Anerkennung seines korrekten Verhaltens als Truppenführer. Von 1950 bis 1952 fungierte er als Leiter einer deutschen Dienststelle des Labor Service bei der US Army in Würzburg, später in Heidelberg. Ein Brief Mahlmanns an General Franz Beyer wurde von Martin Niemöller als Beweis für die Remilitarisierung Deutschlands zitiert. Ab 1952 war Mahlmann als freier Journalist für verschiedene Zeitungen, u. a. für die Süddeutsche Zeitung und den Tagesspiegel tätig. In Prozessen gegen ehemalige SS-Leute trat er als Sachverständiger auf. Im Verfahren um Die Männer von Brettheim gegen den SS-Mann Max Simon lehnte ihn dessen Verteidigung wegen seiner SS-kritischen Haltung als befangen ab. Von 1950 bis 1955 war Mahlmann Mitglied der FDP.

### Familie
Mahlmann war seit 1933 mit Elisabeth Kärnbach verheiratet; die Ehe blieb kinderlos.

## Auszeichnungen
- Eisernes Kreuz (1914) II. und I. Klasse
- Hanseatenkreuz der Hansestadt Hamburg
- Verwundetenabzeichen (1918) in Schwarz
- Spange zum Eisernen Kreuz II. und I. Klasse
- Deutsches Kreuz in Gold am 22. November 1941

## Schriften
- 1923: Das Reserve-Infanterie-Regiment Nr 273. Gerh. Stalling, Oldenburg i. O.
- 1937: Die 273er im Weltkrieg. Sporn, Zeulenroda.
- 1937: Die Weiterbildung des Offiziers bei der Truppe. Mittler, Berlin.
- 1937: Gefechtsschießen der Infanterie. Mittler, Berlin.
- 1939: Die Planübung. Mittler, Berlin.
- 1940: Der Entschluß. Mittler, Berlin.